# Оповідь предка
Оповідь предка: Історія створення людства (англ. The Ancestor's Tale: A Pilgrimage to the Dawn of Life) — науково-популярна книга Річарда Докінза та Яна Вонга на тему теорії еволюції. Книга використовує незвичайний підхід, відслідковуючи еволюційний шлях людей у зворотному хронологічному порядку. Попутно книга знайомить читачів з різними видами, які є все більш віддаленими родичами людства, і деякі з цих видів оповідають свої історії, повчальні для розуміння теорії еволюції. Спираючись на сучасні дослідження, «Оповідь предка» простою мовою пояснює походження життя та складні «родинні стосунки», які поєднують усіх живих істот.

## Зміст
Книга розповідає про походження видів, рухаючись еволюційним деревом назад у часі — від людства до наших спільних предків з усе більш віддаленими групами живих істот. У цій зворотній хронології предки будь-якої групи видів повинні врешті-решт зустрітися в певний момент часу. Останнім спільним предком є той, який у всіх них спільний, і якого автори називають «співпрародичем». Найдавніший предок, останній універсальний спільний предок, є предком усіх істот, що нині живуть на Землі. Доказом його існування є те, що всі організми мають спільний генетичний код, і малоймовірно, щоб однаковий генетичний код був винайдений двічі. Немає ознак іншого незалежного походження життя, і, як пояснено в книзі, якби нове життя виникло зараз, його організми, ймовірно, були б швидко з'їдені наявними формами життя.
«Оповідь предка» розповідає про те, що вона називає «паломництвом», щоб відкрити наших предків і зустрітися з іншими «паломниками» (тобто групами видів), які приєднуються, коли книга досягає спільного предка, якого ділить людство з ними. Читцю розповідають про 40 рандеву, перш ніж досягти джерела самого життя.
Структура книги натхненна працею кінця XIV століття Джефрі Чосера «Кентерберійські оповіді».

## Співпрародичі
Автори використовують термін «співпрародичі» (англ. concestor), введений Нікі Ворреном для останнього спільного предка в кожній точці зустрічі. У кожному рандеву ми зустрічаємо нашого співпрародича з якоюсь новою групою живих істот. Співпрародич не обов'язково дуже схожий на цих істот: після «рандеву» наші колеги-«паломники» мали стільки ж часу, щоб розвиватися та змінюватися, як і ми.  Дорогою автори представляють нам нових паломників, які приєднуються до нас у подорожі назад у часі, і деякі з них розповідають нам свої історії, повчальні з точки зору теорії еволюції. Наприклад, як з'являються нові види, як аксолотлю ніколи не потрібно дорослішати, як важко класифікувати тварин і чому наші рибоподібні предки переселилися на сушу.

## Розділи

### Примати
| Рандеву | Час (млн р. тому) | Новий пілігрим                  | Розповідь |
| ------- | --- | ------------------------------- | --- |
| 0       | | Усе людство                     | Оповідь тасманійця ілюструє поняття точки, починаючи з якої всі живі люди мають точно однаковий набір предків у минулому. |
| 0       | Оповідь землероба описує неолітичну революцію | Усе людство                     | |
| 0       | Оповідь кроманьйонця описує Великий Стрибок. | Усе людство                     | |
| 0       | Оповідь Єви торкається теорії коалесценції, мітохондріальної Єви, Y-хромосомного Адама та поліморфізму. Оповідь закінчується припущенням, що система груп крові AB0 у людей і шимпанзе є прикладом транспецифічного поліморфізму: людина з групою крові B може бути ближче споріднена з шимпанзе з групою B, ніж із людиною з групою A — з погляду генів (або алелів), відповідальних за антигени. | Усе людство                     | |
| 0       | Оповідь Людини трудящої розповідає, як мутована форма гена FOXP2 могла дозволити Homo ergaster опанувати мову. | Усе людство                     | |
| 0       | Оповідь Людини умілої пояснює, як цей вид набув високого співвідношення маси мозку до маси тіла, одночасно вводячи поняття логарифмічної шкали та точкових діаграм як інструментів наукових досліджень. | Усе людство                     | |
| 0       | Оповідь Арді досліджує, як гомініди вперше навчилися ходити на двох ногах. | Усе людство                     | |
| 1       | 6 | Шимпанзе                        | Людські прочани приєднуються до своїх еволюційних родичів — шимпанзе та бонобо. Див. також: Найближчий спільний предок шимпанзе і людини. |
| 2       | 7 | Горили                          | Оповідь горили розглядає зміну ставлення людей до людиноподібних мавп, закінчуючись обговоренням расизму та спецієсизму. |
| 3       | 14 | Орангутани                      | Оповідь орангутана вводить принцип парсимонії та його використання для побудови родовідного дерева видів (кладограми). Орангутан — остання з великих мавп, що приєднується до паломництва. |
| 4       | 18 | Гібони                          | Оповідь гібона детальніше пояснює методи приєднання сусідів, парсимонії, максимальної правдоподібності та текстології, які використовують для побудови кладаграм та філогенетичних дерев. Оповідь завершується статевим диморфізмом: ген визначення чоловічої статі SRY ніколи не перебував у жіночому тілі — принаймні з часу, що набагато передує розходженню гібонів і людей. Це підкреслює той факт, що різні філогенетичні дерева можна побудувати, за різними наборами генів; головне "дерево видів" — це не що інше, як резюме множини генних дерев, "голосування більшості" серед них. |
| 5       | 25 | Мавпи Старого Світу             | Мавпи старого світу, які належать до тієї ж клади вузьконосі, що й людиноподібні мавпи, є ближчими родичами людиноподібних мавп, ніж мавпи нового світу. Їх іноді називають "хвостатими мавпами". Невідомо, чи мав фактичний спільний предок хвіст чи ні. |
| 6       | 40 | Мавпи Нового Світу              | Оповідь мавпи-ревуна — це розповідь про те, як дуплікація генів може створювати нові гени. З часом ці дублікати мутують і зазнають генетичного дрейфу. Коли динозаври ще існували у світі, ссавці були нічними тваринами й мали дихроматичний зір, але люди є трихроматами. Трихроматичні гени виникли внаслідок дублювання гена опсину. Трихроматичний зір допомагає виявляти їжу та соковитіші листки, тож з часом мавпи Нового та Старого Світу набули цього типу зору через хромосомну транслокацію. Мавпи Нового Світу вперше досягли трихроматичності серед жіночої частини популяції, створивши зелені та червоні алелі для одного і того самого локусу гена опсину на Х-хромосомі — це приклад поліморфізму. Прикладом переваги гетерозигот є те, що самці, які мають лише одну копію Х-хромосоми, залишалися дихроматами — з або зеленим, або червоним опсином. Ревуни — це тип мавп Нового Світу, які пішли ще далі й досягли трихроматичності для обох статей завдяки Х-хромосомі, що отримала два локуси — і для зеленого, і для червоного алеля. Мавпи Нового Світу, найімовірніше, одного разу перепливли Атлантичний океан і нині зустрічаються лише в Південній Америці. |

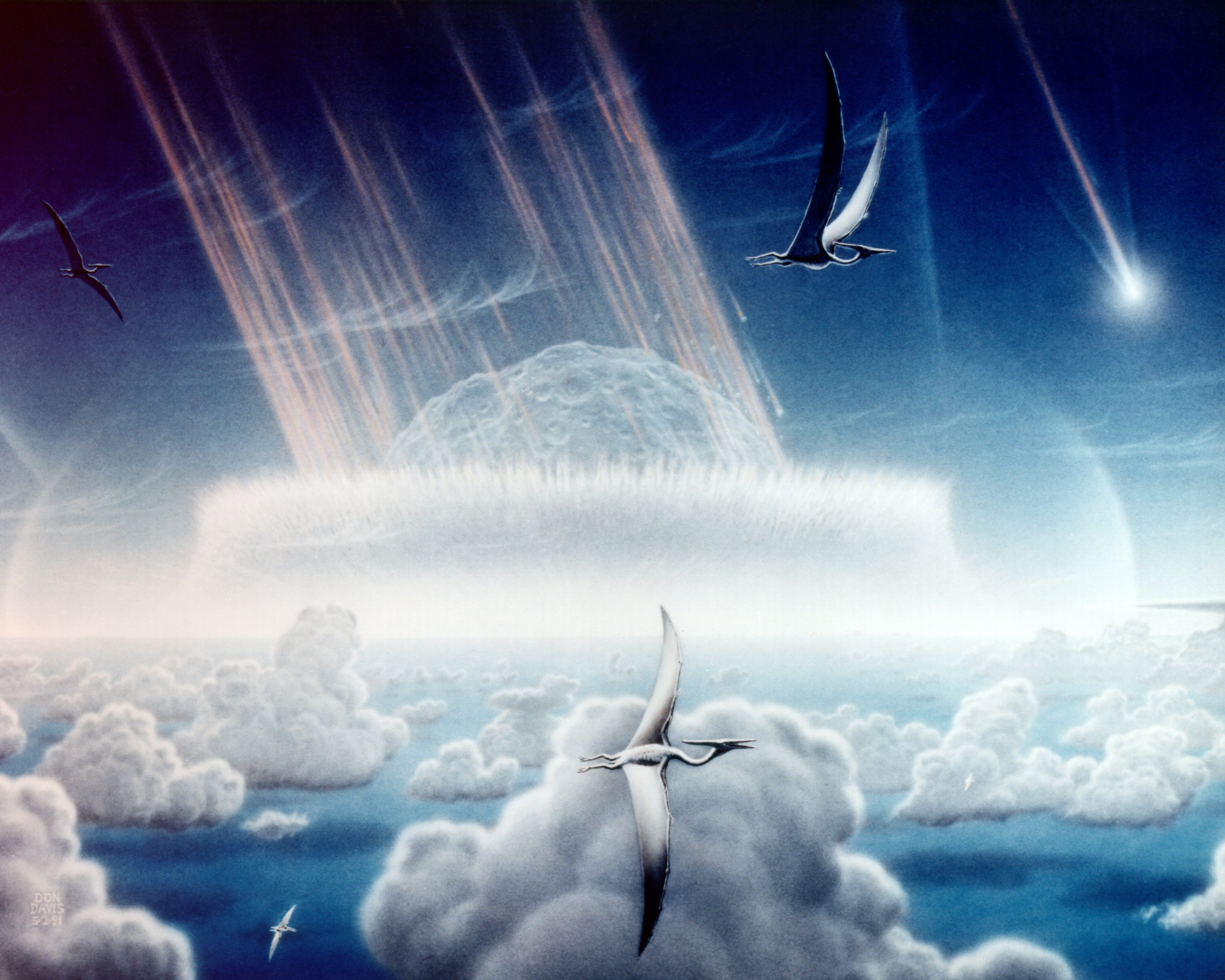
Крейдово-палеогенове вимирання відбулося 65 мільйонів років тому внаслідок зіткнення з астероїдом, який утворив кратер Чиксулуб, і, можливо, також за участі масштабної вулканічної діяльності в Деканських трапах.

| 7       | 60 | Довгоп'яти                      | Нічна тварина з величезними очима. На відміну від інших нічних ссавців, її очі не мають тапетуму — шару, що відбиває світло з задньої частини ока для повторного потрапляння його на сітківку з метою максимальної фіксації світла. Предок довгоп'ятів був денним і втратив тапетум, щоб уникнути формування зображень з відбитого світла. |
| 8       | 65 | Лемури, галагові та їхні родичі | Паломництво зустрічається з іншими родичами мокроносих: лемурами, потто, галаго та лорі. Оповідь Ай-Ая показує дивних лемурів, які зустрічаються лише на острові Мадагаскар. Мадагаскар колись був частиною суперконтиненту Гондвана, який включав сучасну Африку й Індостан. Гондвана розпалася на дрейфуючі блоки суші, деякі з яких стали Африкою, Індією та Мадагаскаром. Як ізольований острів, Мадагаскар став місцем активного видоутворення. Невелика засновницька популяція в умовах відсутності інших мавп зайняла всі відповідні екологічні ніші. Мадагаскар, що займає лише 1/1000 частину суходолу Землі, є домом для унікальних видів, які становлять 4 % усіх видів тварин і рослин. |

### Ссавці
| Рандеву | Час (млн р. тому) | Новий пілігрим           | Розповідь |
| ------- | ----------------- | ------------------------ | --- |
| 9       | 70                | Шерстокрилові            | Масове вимирання зробило можливим еволюцію багатьох різних видів комахоїдних, схожих на землерийок, нічних тварин, які заповнили спорожнілі екологічні ніші. |
| 10      | 70                | Тупаї                    | Рандеву №9 та №10 об’єднані в один параграф, і точне встановлення їхнього порядку залишається відкритим для майбутніх досліджень. Це подібне до оповіді гібона. |
| 11      | 75                | Гризуни й зайцеподібні   | Гризуни становлять більшість усіх ссавців за кількістю особин, вони рознесені по всіх куточках землі. Найбільші лінії, що приєднуються тут, — це соні, пискухи, білки. |
| 11      | 75                | Гризуни й зайцеподібні   | Оповідь миші розповідає про схожість між людьми та мишами. Ми обидва маємо близько 20 000 генів, а фенотипічна різниця пояснюється епігенетикою — законами експресії ДНК. Геном — це не креслення, де чим складніша тварина, тим складніше має бути креслення. Він більше подібний до мови, де одна й та сама мова може створювати різні книги. |
| 11      | 75                | Гризуни й зайцеподібні   | Оповідь бобра повертається до концепції Докінза, яку він описав у "Розширеному фенотипі". Тіло бобра — це фенотип, а боброва гребля — це «розширений фенотип» тих самих бобрових генів. Кращі боброві гени створюють кращі тіла бобрів, кращі греблі та кращі озера. |
| 12      | 85                | Лавразіотерії            | Тут приєднується надзвичайно різноманітна група з 2000 видів, включно з хижими (собаки, коти, ведмеді, тюлені), непарнокопитними (коні, зебри, тапіри, носороги), парнокопитні (олені, жирафи, худоба, свині, бегемоти), рукокрилими (кажани), комахоїдними (кроти та землерийки) тощо. Їх об’єднують на основі подібних послідовностей генів, хоча вони не мають спільних анатомічних ознак. Назва походить від думки, що ці ссавці еволюціонували на суперконтиненті Лавразія, після його відділення від Гондвани, коли розпався Пангея. |
| 12      | 85                | Лавразіотерії            | Оповідь бегемота — це оповідь про китів. Усі китоподібні, включно з китами, дельфінами та морськими свинями, є нащадками наземних ссавців з ряду парнокопитних. І китоподібні, і парнокопитні тепер поєднують в надряд китопарнокопитні, що включає і китів, і бегемотів. Кити є найближчими живими родичами бегемотів; вони еволюціонували від спільного предка приблизно 54 мільйони років тому. Ця історія ілюструє, як вид може перейти в режим надшвидкої еволюції, коли потрапляє в нове середовище, тоді як його найближчі родичі залишаються незмінними протягом тривалого часу в своєму статичному середовищі. |
| 12      | 85                | Лавразіотерії            | Оповідь тюленя показує, як співвідношення статей 50:50 (самців до самок) зустрічається у більшості тварин, що розмножуються статевим шляхом — як у моногамних, так і у полігамних видів. У системі гарему (полігінії), як у морських слонів, де 4% самців забезпечують 88% усіх спаровувань, фактичне співвідношення 50:50 здається таким, що створює надлишок самців, які споживають ресурси, але не залишають нащадків. Ця загадка вирішується за допомогою принципу Фішера (також відомого як «батьківські витрати»), запропонованого Р. А. Фішером. Це призвело до подальшої роботи Роберта Трайверса щодо батьківських інвестицій, щоб пояснити статевий добір. Що ще важливіше — морський слон є прикладом статевого диморфізму, адже самець морського слона може бути у три рази більшим за самку завдяки генам, які існують в обох тілах — як чоловічих, так і жіночих — але залишаються вимкненими у самок. |
| 13      | 90                | Неповнозубі та афротерії | Це останні з плацентарних ссавців — такі як слони, слонові землерийки, дюгоні, ламантини, дамани й трубкозуби та інші. Афротерії походять з Африки, а неповнозубі — з Південної Америки. Це розділення виглядає майже одночасним. Розміщення цих трьох груп все ще викликає сумніви, але ми, ймовірно, ближче споріднені з неповнозубими. |
| 13      | 90                | Неповнозубі та афротерії | Оповідь лінивця у другому виданні замінила собою оповідь броненосця, але історія залишається тією самою. Південна Америка відокремилася від Гондвани на початку Крейдового періоду, а потім приєдналася до Північної Америки, яка відкололася від Лавразії. Протягом тривалого періоду ізоляції в Південній Америці сумчасті процвітали, займаючи всі екологічні ніші хижаків. Плацентарні ссавці та нині вимерлі копитні еволюціонували, щоб заповнити решту екосистеми. Коли Південна Америка приєдналася до Північної під час Великого американського обміну 3 мільйони років тому, тварини і рослини перетнули Панамський перешийок в обох напрямках, приносячи нові види на нову землю і витісняючи деякі місцеві види аж до повного вимирання. Ягуари та інші хижі плацентарні ссавці були занесені до Південної Америки, тоді як броненосці мігрували до Північної.                                           |
| 14      | 160               | Сумчасті                 | Плацентарні ссавці зустрічаються із сумчастими ссавцями. Хоча нинішні сумчасті в основному живуть в Австралії та Новій Гвінеї, вони спочатку процвітали в Північній Америці. Дані вказують на міграцію одного виду опосумоподібного сумчастого з Південної Америки до Австралії давніше, ніж 55 мільйонів років тому, коли ще було можливо пройти через Антарктиду, перш ніж Австралія занадто далеко відійшла від Гондвани. Оселившись в ізольованій Австралії, ці перші сумчасті еволюціонували у різні види й за 40 мільйонів років в умовах відсутності плацентарних ссавців зайняли весь спектр «спеціалізацій», раніше зайнятих динозаврами. |
| 14      | 160               | Сумчасті                 | Оповідь сумчастого крота підкреслює, що нішу крота було заповнено сумчастим-засновником, схожим на золотого крота тим, що він плаває у піску, і тунель обвалюється позаду нього — на відміну від справжніх кротів. Існують також сумчасті миші, сумчасті летючі білки, і сумчастий вовк (тилацин), а також еквіваленти антилоп і газелей — кенгуру та валабі, які, попри значні відмінності у формі, займають ті ж екологічні ніші, що й їхні африканські аналоги. Проте немає сумчастих китів або кажанів, оскільки ці ніші неможливо ізолювати від інших ссавців. |
| 15      | 180               | Однопрохідні             | Існує лише п’ять видів сучасних однопрохідних. Ймовірно, єхидна еволюціонувала від качкодзьоба. Вони мають деякі ознаки ссавців, такі як теплокровність, шерсть і вироблення молока, але нагадують рептилій і птахів клоакою та яйцекладном розмноженням. |
| 15      | 180               | Однопрохідні             | Оповідь качкодзьоба застерігає нас від помилки називати "примітивним" напівссавця і напіврептилію, такого як качкодзьоб. Качкодзьоб мав точно стільки ж часу для еволюції, як і решта ссавців, щоб накопичити відмінності від нашого спільного предка №15. На своєму великому дзьобі він розвинув високоорганізовану форму електрорецепції, яка включає 40 000 електричних сенсорів та 60 000 механорецепторів, які допомагають йому знаходити ракоподібних у мулі. У людей мозок виділяє непропорційно велику частку нейронів на руки, що показано гомункулусом Пенфілда. Якщо ж накреслити таку ж соматотопічну карту для мозку качкодзьоба, домінуватиме його дзьоб. У самців є отруйні шпори на задніх кінцівках, які безпосередньо діють на нервові рецептори. |

### Хордові
| Рандеву | Час (млн р. тому) | Новий пілігрим      | Розповідь |
| ------- | ----------------- | ------------------- | --- |
| 16      | 320               | Завропсиди          | Термін «рептилія» не є справжньою назвою клади, оскільки він не включає птахів, які мають спільне походження з рептиліями. Динозаври, як вимерлий вид, не можуть приєднатися до нас. Але їхні єдині живі нащадки — птахи — займають їхнє місце в цьому паломництві. |
| 16      | 320               | Завропсиди          | Оповідь лавової ящірки — це історія про тварин, які мешкають на Галапагоських островах і відомі своєю величезною різноманітністю. |
| 16      | 320               | Завропсиди          | Оповідь галапагоського зяблика — приклад того, як швидко може відбуватися еволюція. Пітер Грант та його студенти щороку їздили на Галапагоські острови, щоб вивчати зябликів. У 1977 році посуха призвела до зменшення запасів їжі. Команда вирахувала, що вцілілі птахи були більш ніж на 5 % більші та мали більший середній розмір дзьоба. Це пояснюється тим, що великі птахи з великим дзьобом ефективніше справлялися з великим насінням, яке залишилось після посухи. Самці більші за самок, що збільшувало їхні шанси на виживання та призвело до співвідношення статей 5:1 і збільшення конкуренції серед самців. Переможцями статевого відбору стали найбільші самці з найбільшими дзьобами. Отже, природний добір знову змусив популяцію еволюціонувати у напрямку більшого розміру тіла і дзьобів, але тепер — через статеве розмноження. Коли посуха закінчилася, велике тверде насіння стало рідкісним, а менше м’яке — більш поширеним. Тепер менші зяблики з меншими дзьобами мали перевагу, бо великим зябликам потрібно було більше таких насінин для підтримання їхнього великого тіла, що призвело до еволюційної тенденції, протилежної до посушливих років. |
| 16      | 320               | Завропсиди          | Оповідь павича ілюструє статевий добір. Справжній хвіст павича раніше був із чорного пір’я, але з часом змінився через статевий добір. Самки надавали перевагу самцям з більшим і привабливішим пір’ям, і з часом, завдяки статевому добору, пір’я ставало все красивішим. У людей жіноча стать еволюціонувала швидше і ставала менш волохатою, тягнучи за собою чоловічу стать «на причепі». |
| 16      | 320               | Завропсиди          | Оповідь додо описує втрату здатності до польоту у цього птаха після його першого прибуття на Маврикій. Нащадки голуба втратили крила через відсутність хижаків. Його довірливість до людей та нездатність літати призвели до вимирання менш ніж за двісті років під впливом собак, свиней та щурів, які їли яйця, а також переселенців, які знищили природне середовище додо, будуючи цукрові плантації. Багато видів птахів на островах еволюціонували у нелітаючі форми. |
| 16      | 320               | Завропсиди          | Оповідь епіорніса у другому виданні повністю переписана. Вона розповідає про великого птаха, схожого на моа, з Мадагаскару, і про його можливий зв’язок з легендою про птаха рух. |
| 17      | 340               | Земноводні          | Ссавці та рептилії (тобто амніоти) приєднуються до земноводних, зустрічаючи предка всіх наземних хребетних з чотирма кінцівками — тетрапода. Земноводні включають жаб, ропух, саламандр, тритонів і безногих земноводних. Амніоти або народжують живих дитинчат, або відкладають водонепроникні яйця, тоді як земноводні зберігають предкову практику відкладання яєць у воду. На відміну від водонепроникної шкіри амніотів, шкіра земноводних пропускає воду з організму, тому вони обмежені у проживанні сухопутними зонами, що мають доступ до прісної води. Майже жодне земноводне не живе в солоній воді, що пояснює, чому вони рідко трапляються на островах. Ймовірно, наш спільний предок вже мав п’ять пальців на кожній кінцівці. |
| 17      | 340               | Земноводні          | Оповідь саламандри використовує приклади кільцевих видів, щоб проілюструвати, як неперервна серія тварин, здатних до схрещування у просторі, концептуально еквівалентна серії в часі. Ensatina eschscholtzii в Центральній долині Каліфорнії формують неперервне кільце навколо долини. Будь-які дві сусідні популяції на кільці можуть схрещуватися. Проте звичайна Ensatina eschscholtzii на західному кінці підкови не може схрещуватися з великоплямистою Ensatina klauberi на східному. Чайки роду Larus — ще один приклад кільцевого виду. Автори порівнюють обидва кільцеві види у просторі з кільцем у часі, яке об’єднує людей і шимпанзе через покоління предків за 6 мільйонів років, з концестором 1 у середині. |
| 17      | 340               | Земноводні          | Оповідь вузькоротої райки показує, як видоутворення може тривати через парапатричну специфікацію, коли два близькоспоріднені види жаб знову зустрічаються після початкової географічної ізоляції. Gastrophryne olivacea (вузькорота жаба Великих Рівнин) і Gastrophryne carolinensis (східна вузькорота жаба) — близькі родичі, які можуть схрещуватися, коли їхні середовища проживання перекриваються. Але природний добір збільшує репродуктивну ізоляцію через відмінності в характері, змушуючи обидва види зсувати тональність і тривалість своїх шлюбних звуків у протилежні боки: чим більше перекриття популяцій, тим більше відрізняються їхні заклики. |
| 17      | 340               | Земноводні          | Оповідь аксолотля присвячена метаморфозу, біологічному процесу, що перетворює молодь або личинок на сильно відмінну дорослу істоту, і про педоморфоз — інший процес, який дозволяє деяким видам досягти статевої зрілості, не розвиваючись у звичну дорослу форму. До видів, що проходять метаморфоз, належать метелики, морські жолуді та саламандри. До видів, які демонструють неотенію — тип педоморфозу, — належать людина, страус, пекінес та аксолотль. Аксолотль — класичний приклад неотенії. Він є частиною комплексу тигрової саламандри, але досягає статевої зрілості у формі личинки, продовжуючи жити у воді та зберігаючи зябри. Вводячи тироксин, можна змусити аксолотля перетворитися на саламандру, що доводить, що геном аксолотля все ще містить інформацію про втрачену дорослу форму. З іншого боку, тритон, тип саламандри, спочатку розвивається від пуголовка до наземної форми, але потім повертається до пуголовкоподібної форми і повертається у воду для розмноження. Оповідь аксолотля нагадує нам, що педоморфоз часто дозволяє виду вирватися з еволюційного глухого кута завдяки раптовим змінам.                                              |
| 18      | 415               | Дводишні риби       | Попри морфологічну схожість, дводишна риба й целакант дуже відрізняються генетично — як і слід очікувати від видів, що жили окремо понад 400 мільйонів років. В одного з видів дводишних риб зафіксовано найбільший геном — 133 мільярди пар основ порівняно з нашими 3 мільярдами. |
| 18      | 415               | Дводишні риби       | Оповідь дводишної риби простежує відсутні ланки від променеперих риб до тіктааліка. Після виходу першого видання сліди, знайдені в Захелмі (Польща), відсунули появу перших тетраподів на 18 мільйонів років назад. Можливо, цей спільний предок не прагнув вийти на сушу, а просто пересувався від однієї припливної водойми до іншої. |
| 19      | 420               | Целеканти           | Оповідь целаканта описує відкриття цієї «живої копалини», яку раніше вважали вимерлою, та пояснює, що називати її «живою копалиною» може бути некоректно. Автори також пояснюють, що таке транспозони. |
| 20      | 430               | Променепері риби    | До сучасного паломництва, яке складається з усіх нащадків лопатеперих риб, приєднуються не менш успішні променепері риби, зокрема осетер, веслоніс, вугор, оселедець, короп, лосось, форель, морський коник, тріска тощо, щоб зустріти спільного предка 19 — кісткову рибу. З-поміж усіх променеперих риб більшість належить до великого інфракласу телеостів. |
| 20      | 430               | Променепері риби    | Деякі костисті риби еволюціонували у форми, не схожі на типових риб, щоб пристосуватись до своїх екологічних ніш. Наприклад, морський дракон відкинув типовий обтічний риб’ячий силует, який працює так добре для більшості риб, і набув форми, схожої на листя, щоб висіти нерухомо у лісі водоростей і прикидатися шматком морської капусти. Кривохвостка має витягнуте, з боків стиснене тіло та довгий плескатий писок. Вона плаває вертикально, головою вниз, ховаючись між довгими колючками морського їжака. Неміхтія надзвичайно тонка, а мішкорот має щелепи, що здаються непропорційно великими. Нарешті, риба-місяць (лат. Mola mola) нагадує гігантський двотонний диск або жорновий камінь. Оповідь Морського Дракона показує, наскільки пластичними є форми тварин, що постійно змінюються, аби відповідати способу життя. |
| 20      | 430               | Променепері риби    | Оповідь щуки розповідає про плавальний міхур. На відміну від поширеного уявлення, плавальний міхур не перетворився на легені. Натомість у предка кісткових риб уже була примітивна легеня, яку телеостові риби пристосували для контролю плавучості, а в деяких випадках — як барабанну перетинку для слуху. Для дихання під водою телеостові риби використовують зябра, а примітивну легеню — перетворили на орган, здатний поглинати й виділяти газ у кров, що дає змогу рибам переміщуватися по вертикалі у водному стовпі. |
| 20      | 430               | Променепері риби    | Оповідь стрибуна була в першому виданні, але її вилучили у другому. |
| 20      | 430               | Променепері риби    | Швидка видоутворюваність цихлід з озер Вікторія, Малаві й Танганьїка є прикладом адаптивної радіації та видового комплексу. Оповідь Цихліди розповідає, як за допомогою філогенетичного аналізу мітохондріальної ДНК живих видів і побудови «незалежної гаплотипної мережі» дослідники змогли визначити час і місце кожної основної події видоутворення. Гаплотипна мережа відрізняється від звичайного філогенетичного дерева тим, що кожен вузол представляє гаплотип, а не вид, і розмір вузла залежить від кількості видів, у яких цей гаплотип зустрічається. |
| 20      | 430               | Променепері риби    | Оповідь сліпої печерної тетри ілюструє, як нормальні органи можуть деградувати до рудиментарних. Різні популяції мексиканської тетри (Astyanax mexicanus) окремо проникали в темні печери й кожна з них набула регресивних рис, таких як біле забарвлення шкіри або сліпі очі. Це можна пояснити теорією альтернативної вартості: витрати на побудову ока в повній темряві позбавляють рибу інших ознак, корисніших для такого середовища. Сліпі риби не «відкочують» мутації, що призвели до очей. Закон Долло стверджує, що еволюція не може бути точно й повністю обернена. |
| 20      | 430               | Променепері риби    | Оповідь камбали — це історія про недосконалість. Скривлена голова та очі камбали, що дозволяють їй лежати на боці на дні океану, свідчать про відсутність розумного дизайну. Природний добір працює без передбачення, поступово вдосконалюючи наявні тіла. Оскільки на кожному етапі створіння має залишатися життєздатним у своєму середовищі, еволюція не може здійснювати раптові та радикальні зміни задля створення кращого організму в майбутньому ціною теперішнього покоління. |
| 21      | 460               | Акули та їхня рідня | Акули, скати та споріднені з ними тварини мають хрящовий скелет, який ніколи не костеніє й не перетворюється на кістку. Їхня шкіра вкрита дермальними зубчиками — дрібними лускоподібними виступами, від яких, можливо, походять зуби. Акули не мають плавального міхура для плавучості, натомість залишаються на плаву завдяки постійному плаванню, накопиченню сечовини в крові та великим печінкам, наповненим олією. Спільний предок 21 був предком усіх гнатостомів — тварин із нижньою щелепою, яка виникла внаслідок еволюції з зябрових дуг. |
| 22      | 525               | Міноги та міксини   | Безщелепні риби — міноги й міксини — приєднуються до паломництва, щоб зустріти спільного предка всіх хребетних. Безщелепні риби та спільний предок 22 перебувають на межі хребетних. На відміну від інших хребетних, вони зберігають нотохорд — хрящову стрижневу структуру вздовж спини — у дорослому віці. В усіх інших хребетних нотохорд є лише короткочасною ембріональною ознакою, що в дорослих особин замінюється сегментованим хребтом. Водночас і безщелепні, і щелепні риби мають ознаки, спільні для всіх хордових тварин на певному етапі життєвого циклу: нотохорд, зяброві щілини та хвіст за анальним отвором. |
| 22      | 525               | Міноги та міксини   | Оповідь міноги розвиває уявлення про еволюцію з точки зору гена — підхід, до якого вже зверталися в «Оповіді Єви» та «Оповіді Гібона». У людини відомі чотири гени гемоглобіну, споріднені між собою. Давній ген глобіну в одного з предків хребетних розділився на два гени — альфа і бета — які опинилися на різних хромосомах і далі еволюціонували незалежно. Згодом і альфа, і бета-гени також розділились, утворивши нові, окремо еволюціонуючі копії. У всіх щелепних риб виявляється таке розділення на альфа й бета-гени, як і передбачає еволюція. Однак міноги й міксини настільки давні, що передують цьому розділенню. У досліджених безщелепних риб немає розділених глобінових генів. «Оповідь предка» написана з перспективи родоводу тварин, однак подібну книгу можна було б написати і з точки зору родоводу окремих генів (наприклад, альфа-гемоглобіну). Тоді кожна подія дублювання гена могла б бути місцем зустрічі, де «паломництво генів» приєднується до своїх генетичних «кузенів». |
| 23      | 535               | Асцидії             | У другому виданні ланцетник і асцидія помінялися місцями на основі аналізу ДНК. Асцидія нагадує прикріплений до каменя мішок із морською водою. Вона живиться частинками, що фільтруються з води. За анатомією доросла асцидія дуже відрізняється від паломників — хребетних і протохордових тварин, — поки не розглянути її личинку. Личинка асцидії схожа на пуголовка: має нотохорд, спинний нервовий тяж і рухається, хвилясто вигинаючи хвіст. Хребетні, ймовірно, відокремились від давніх личинок асцидій через неотенію, у процесі, схожому на описаний в "Оповіді Аксолотля". Але сучасний аналіз ДНК асцидій підтримує початкову інтерпретацію Дарвіна: одна з гілок давніх протохордових пуголовкоподібних тварин набула нової стадії метаморфозу, щоб перетворюватися на прикріплену асцидію. Асцидії демонструють одні з найвищих зафіксованих темпів молекулярної еволюції. |
| 24      | 540-775           | Ланцетники          | Ланцетники — класичний приклад хордових. Оснащені нотохордом, нервовою трубкою на спинному боці та зябровими щілинами, вони втілюють основні ознаки типу хордових. Проте ланцетники — не примітивні істоти й не наші далекі предки. Вони такі ж сучасні, як і всі інші учасники паломництва. |
| 24      | 540-775           | Ланцетники          | Оповідь ланцетника продовжує тему, порушену в "Оповіді качкодзьоба", — усі живі тварини мали однакову кількість часу для еволюції з часів першого спільного предка, і жодну живу істоту не слід вважати «нижчою» чи «примітивнішою». Автори поширюють цю концепцію також на викопні рештки. Хоча виникає спокуса називати викопних істот нашими предками, коректніше вважати їх нашими далекими кузенами, застиглими в часі. |

### Тварини
Починаючи з ланцетників, автори наводять дати під тиском, заявляючи, що «побачення стає настільки складним і суперечливим, що моя сміливість підводить мене».
| Рандеву | Час (млн р. тому) | Новий пілігрим | Розповідь |
| ------- | ----------------- | -------------- | --- |
| 25      | 550               | Амбулакрарії   | Ця різноманітна група включає голкошкірих, а також деяких організмів, позначених як «черви», і навіть Xenoturbella, яку до 2016 року взагалі не вдавалося класифікувати. Лише генетичний аналіз остаточно встановив її положення як далекого родича голкошкірих. |
| 26      | 560               | Первиннороті   | Первиннороті приєднуються до вторинноротих, і саме це об’єднання стало початком царства Тварини. Первиннороті і вториннороті поділяються за способом розвитку ембріона після гаструляції, коли бластула (порожниста кулька клітин) вгинається, утворюючи чашоподібну структуру. У підцарстві первинноротих це вгинання зрештою стає ротом. У вторинноротих, до яких належать і люди, це вгинання стає анусом, а рот утворюється пізніше. Саме тут до паломництва приєднуються й комахи, що становлять три чверті всіх видів тварин на Землі. |
| 26      | 560               | Первиннороті   | Оповідь нереїса розповідає про виникнення симетрії між правим і лівим боком у двобічно-симетричних тварин. |
| 26      | 560               | Первиннороті   | Оповідь артемії розглядає можливість того, що хордові мали предка, який плавав спиною вперед. |
| 26      | 560               | Первиннороті   | Оповідь мурашки-лизторіза розповідає про мурашині суспільства, подібні до міст, та їхнє сільське господарство, засноване на вирощуванні грибів. |
| 26      | 560               | Первиннороті   | Оповідь кобилки стосується марності расової дискримінації. |
| 26      | 560               | Первиннороті   | Оповідь плодової мушки вводить поняття Hox-генів. |
| 26      | 560               | Первиннороті   | Оповідь коловертки описує парадокс статевого й нестатевого розмноження. |
| 26      | 560               | Первиннороті   | Оповідь вусоногого рачка розповідає про палеонтологію та про те, як химерний вигляд організмів може вводити в оману. |
| 26      | 560               | Первиннороті   | Оповідь оніхофори присвячена кембрійському вибуху. |
| 27      | 570               | Ацелоформи     | Статус цієї групи (плоских червів) досі є предметом дискусій через тривалий період молекулярної еволюції, подібний до описаного в Оповіді гібона. Ці плоскі черви не мають ануса чи целомічної порожнини. Їхні органи містяться не в целомі, а в паренхімі, звідки й походить назва групи. |
| 28      | 590               | Жалкі          | Оповідь медузи розповідає про те, як деякі підводні організми мігрують між різними глибинами залежно від циклів дня і ночі. |
| 28      | 590               | Жалкі          | Оповідь поліпа охоплює пояснення Чарльза Дарвіна щодо утворення коралових рифів. Розділ також розглядає очевидні подібності екологічних спільнот, таких як тропічні ліси чи коралові рифи, до цілісних організмів. Співпраця між організмами виникає не тому, що вона корисна всій спільноті, а тому, що вона вигідна окремим особинам, готовим до кооперації. |
| 29      | 600               | Реброплави     | Питання про те, чи слід віднести гребневиків (Ctenophora) до цієї гілки як групу, що є сестринською до всіх інших тварин (тобто поставити їх на точку зустрічі 31), залишається відкритим. Це означало б, що вони або незалежно винайшли м’язи, нерви і клітинні шари, або ж губки втратили ці структури. Гребневиків лише близько 100 видів, але вони досить численні. |
| 30      | 620               | Пластинчасті   | Існує лише один виявлений вид. Він виглядає як багатоклітинна амеба. |
| 31      | 650               | Губки          | Остання тварина у ланцюгу. Вона не рухається, але клітини в її тілі демонструють скоординований рух. Існують дані, що губки розділяються на дві лінії за молекулярними ознаками. Клітини губок тотипотентні. |
| 31      | 650               | Губки          | Оповідь губки описує експеримент 1907 року, у якому клітини різних видів губок змішувалися, формуючи нові дорослі організми. |

### Еукаріоти
Цей розділ суттєво відрізняється між 1-м і 2-м виданнями книги. Додано нове рандеву (№ 33), а невідоме рандеву частково розв'язано.
| Рандеву | Час (млн р. тому) | Новий пілігрим          | Розповідь |
| ------- | ----------------- | ----------------------- | --- |
| 32      | 800               | Хоанофлагелянти         | Оповідь хоанофлагелянта — це історія про еволюцію багатоклітинності. Хоанофлагелянти є найближчими живими родичами багатоклітинних тварин і можуть утворювати тимчасові колонії з вільних одноклітинних істот. У губок є хоаноцити — клітини, що нагадують одноклітинних хоанофлагелянтів, що дає уявлення про те, як могла виникнути багатоклітинність. Цього спільного предка іноді називають урметазоєм, і існує кілька теорій щодо його еволюції. |
| 33      | 900               | Клада Filasterea        | Нова точка у другому виданні, заснована на роботі 2008 року. Зсуває всі інші точки на одну назад. |
| 34      | 1000              | Клада DRIP              | Абревіатура походить від перших літер чотирьох родів, які були відомі першими. Це одноклітинні паразити риб та інших прісноводних тварин. Секвенування ДНК додало близько 50 видів. Звісно ж, цей спільний предок не міг бути паразитом риби. |
| 35      | 1200              | Гриби                   | Ідентифіковані лише 99000 видів, але загальна кількість видів оцінена в 4 мільйони. |
| 36      | (?)               | Невідомі                | Група протозоїв під назвою Apusozoa складається з трьох груп протистів: breviata, ancyromonads і apusomonads. |
| 37      | (?)               | Амебозої                | «Амеба» — це опис, а не класифікація, оскільки багато неспоріднених еукаріотів мають амебоїдну форму. |
| 38      | (?)               | Фототрофи та їхня рідня | Оповідь цвітної капусти розповідає, як геометричні міркування щодо побудови найефективнішої мережі трубопроводів у тканинах визначають степеневий коефіцієнт масштабування 3/4 для таких різних структур, як цвітна капуста та наш мозок. |
| 38      | (?)               | Фототрофи та їхня рідня | Оповідь секвої пояснює різні методи радіометричного датування, від уран-свинцевого датування та калій-аргонового датування для старих порід і до радіовуглецевого датування для матеріалів віком до 20000 років. |
| 38      | (?)               | Фототрофи та їхня рідня | Оповідь пухирника пояснює значення C, тобто кількість ДНК в організмі. |
| 38      | (?)               | Фототрофи та їхня рідня | Оповідь міксотрихи розповідає про протиста всередині австралійського терміта, який має чотири різні симбіонти всередині та на поверхні свого тіла. |

### Велика історична зустріч
Це значно коротший розділ у другому виданні. Автори описують утворення еукаріотичних клітин і ендосимбіотичну теорію, запропоновану Лінн Маргуліс.

### Прокаріоти
Прокаріоти можуть переміщувати генетичний матеріал між одноклітинними та багатоклітинними організмами не тільки шляхом («вертикальної») передачі ДНК від батьків до нащадків, але й шляхом горизонтального перенесення генів.
| Рандеву | Час (млн р. тому) | Новий пілігрим | Розповідь |
| ------- | ----------------- | -------------- | --- |
| 39      | (?)               | Археї          | Археї мають шляхи метаболізму генів, ближчі до еукаріотів, такі як ферменти, що беруть участь у транскрипції та трансляції. |
| 40      | (?)               | Еубактерії     | Оповідь ризобії розповідає про еволюцію колеса в джгутиках і про те, як важко більшим організмам розвивати колеса           |
| 40      | (?)               | Еубактерії     | Оповідь Taq про універсальний фермент, який використовується для ПЛР.                                                       |

### Походження життя
Автори докладно розповідають про можливе походження життя через світ РНК, ентеробактеріофаг Qbeta, експеримент Міллера-Юрі, монстра Шпігельмана та можливий гіперцикл ДНК, РНК і ферменти, які працюють разом, щоб підтримувати один одного в первісному світі:661. 

## Відгуки
На Metacritic книга отримала 82 бали зі 100 на основі 14 відгуків критиків, що вказує на «загальне визнання». У випуску Bookmarks за січень/лютий 2005 року книга отримала чотири бали з п'яти. У критичному висновку журналу сказано: «Загалом, це грандіозне свято життя на землі».
Карл Зіммер з «New York Times» заявив, що книга є однією з найкращих для розуміння еволюційних дерев.
The Guardian вважав, що рухатися назад у часі, починаючи з людей, незручно, і вважав, що для цього потрібна лінгвістична гімнастика з перевизначенням «до» й «після» певної еволюційної точки. Метту Рідлі з The Guardian сподобався підхід чосерівського пілігрима, який подорожує назад, і перспектива не розглядати інших тварин як невдачі еволюції.

## Переклади
| Мова          | Назва                                         | Перекладач                  | Рік                |
| ------------- | --------------------------------------------- | --------------------------- | ------------------ |
| Болгарська    | Сказанието на прадедите                       | Красимира Матева            | 2013               |
| Данська       | Vores forfædres fortælling                    | Lotte Follin                | 2019 (2-е видання) |
| Іспанська     | Historia de nuestros ancestros                | Víctor Vicente Úbeda        | 2008               |
| Італійська    | Il racconto dell'antenato                     | L. Serra                    | 2004               |
| Китайська     | 祖先的故事                                    | Gu Xiaozhe (顧曉哲)         | 2020 (2-е видання) |
| Корейська     | 조상 이야기                                   | Lee Han-eum (이한음)        | 2005               |
| Нідерландська | Het verhaal van onze voorouders               | Mark van Nieuwstadt         | 2007               |
| Німецька      | Geschichten vom Ursprung des Lebens           | Sebastian Vogel             | 2008               |
| Перська       | داستان نیاکان                                 |                             |                    |
| Польська      | Opowieść przodka                              | Sobolewska Agnieszka        | 2018               |
| Португальська | A grande história da evolução                 | Laura Teixeira Motta        | 2009               |
| Російська     | Рассказ предка                                | С. И. Долотовская           | 2015               |
| Сербська      | Priče naših predaka                           | Tatjana Bižić               | 2013               |
| Турецька      | Ataların hikâyesi                             | Ahmet Fethi                 | 2015               |
| Угорська      | Az Ős meséje — Zarándoklat az élet hajnalához | Kovács Lajos                | 2006               |
| Українська    | Оповідь предка                                | А. Зорницький               | 2023               |
| Французька    | Il était une fois nos ancêtres                | Marie-France Desjeux-Lefort | 2007               |
| Чеська        | Příběh předka                                 | Pavel Růt                   | 2008               |